# Darinka do Montenegro
Darinka Kvekić (em cirílico: Даринка Квекић) (Trieste, 19 de dezembro de 1838 – Veneza, 2 de fevereiro de 1892) foi a primeira princesa-consorte do Montenegro, como esposa de Danilo I.